# 서덕출문학상
서덕출문학상은 울산신문이  아동문학가 서덕출의 삶과 작품세계, 문학정신을 기리고 역량 있는 아동문학가의 창작의욕을 높이고자 제정된 문학상.  

## 역대 수상 작품
- 2007년 1회 남호섭 <놀아요 선생님>
- 2008년 2회 신형건 <엉덩이가 들썩들썩>
- 2009년 3회 정임조 <하늘을 나눠 가진 새>
- 2010년 4회 박선미 <불법주차한 내 엉덩이>
- 2011년 5회 김미영 <흙탕물총 탕탕>
- 2012년 6회 김미희 <동시는 똑똑해> 김시민 <자동차 아래 고양이>
- 2013년 7회 서정홍 <나는 못난이>
- 2014년 8회 김바다 <수리수리 요술 텃밭>
- 2015년 9회 김이삭 <여우비 도둑비>
- 2016년 10회 성명진 <걱정 없다 상우>
- 2017년 11회 김은영 <우주에서 읽는 시> 등[1]